# عمیدآباد
عمیدآباد روستایی در دهستان صائین قلعه در بخش مرکزی شهرستان ابهر و استان زنجان است. بر اساس سرشماری سال ۱۳۸۵ جمعیت این روستا ۲۴۸۱ نفر در قالب ۶۴۱ خانوار بوده است.
این روستا در ۳۶ کیلومتری مرکز شهرستان ابهر، در حاشیه جاده خرمدره- زنجان واقع شده است.

## تاریخچه

تصویر کلی از روستای عمیدآباد از توابع شهرستان ابهر استان زنجان که در فصل پاییز از محل مرتفع گرفته شده است

قدمت عمیدآباد به حدود ۳۵۰ سال می‌رسد؛ جایگاه اصلی این روستا در ۴ کیلومتری غرب آن و در محلی به نام «فخری» بوده که عمر آن با گنبد سلطانیه برابری می‌کند پس از ویرانی به سبب نامعلوم، مردمان فخری و عده‌ای از ایلات ینگجه، سلطانیه، چپ دره و سایر ایلات مهاجر در مکان فعلی سکنی می‌گزینند. بافت قدیم قریه به دلیل ساخت و ساز واحدهای جدید مسکونی، به کل ویران شده است.
علت گرایش اهالی حاضر روستا جهت سکونت در محل فعلی، وجود چشمه، قنات، زمین‌های هموار و مستعد کشاورزی - باغداری و همچنین شرایط مناسب دامداری بوده است.
به تدریج و با افزایش جمعیت و ایجاد محلها و مساکن جدید، تقسیم‌بندی‌های خاصی براساس موقعیت زمین، آب و طایفه صورت گرفته است که از آن محلات می‌توان به محمدآباد، عسگرآباد و اکبرآباد اشاره نمود.

## امکانات
- پست بانک: پیش از سال ۱۳۵۷ روستا تنها از وجود یک خط تلفن بهره می‌جست و همراه با خدمات پستی مدیریت می‌گردید، در حال حاضر کلیه اهالی از خط تلفن ثابت برخوردار هستند. از سال ۱۳۸۳ مرکز ارتباطی پست بانک در زمره دفاتر ICT روستایی تأسیس و به ارائه خدمات ارتباطی، پستی، اینترنتی، بانکی مشغول است.
- دستگاه خودپزداز پست بانک : برای تسهیل در امور نقدی روستاییان دستگاه خود پرداز نیز در پست بانک موجود شده است.
- راهداری: مرکز راهدارخانه عمیدآباد در ورودی روستا موجود می‌باشد که حوزه استحفاظی آن از شهر سلطانیه شروع و تا محدوده شهر صائین قلعه می‌رسد. *بهداشت و درمان: روستای عمیدآباد دارای خانه بهداشت، مرکز بهداشتی درمانی، داروخانه می‌باشد. مرکز درمانی عمیدآباد از سال ۱۳۵۳ شروع به کار نموده است. درمانگاه این روستا دارای ۱ پزشک است.
- کتابخانه عمومی
- مدرسه: اولین مدرسه (دانش) با شکل نوین آن در سال ۱۳۱۵ به همت آقای سلطانی (از اهالی و معلم) در این روستا تأسیس گردید؛ و در حال حاضر کلیه مقاطع تحصیلی در دو بخش پسرانه و دخترانه مشغول به فعالیت می‌باشند.
- دهیاری: دهیاری روستای عمیدآباد از دهیاری‌های سری اول بوده و در سال ۱۳۸۲ تأسیس و به ارائه خدماتی و فعالیتهای مختلف پرداخته است.
- شورای اسلامی: روستای به لحاظ جمعیت دارای ۵ نفر شورای اسلامی متشکل از رئیس، نایب رئیس و سه عضو می‌باشند.
- تیم‌های ورزشی: باشگاه فرهنگی ورزشی امید دهیاری، والفجر سپاسی، نود، بسیج و استقلال

## محصولات کشاورزی
گندم ، انواع مختلف لوبیا و سیب زمینی از عمده محصولات کشاورزی روستا است.